# Heinrich Comploj
Heinrich Comploj (auch Comploy, * 10. Jänner 1879 in Bludenz; † 29. April 1967 in Innsbruck) war ein österreichischer Maler, Grafiker und Lehrer.

## Leben
Heinrich Comploj studierte an der Königlichen Kunstgewerbeschule München und der Kunstgewerbeschule Wien. Er wurde Professor für ornamentales und figürliches Zeichnen und Malen an der Staatsgewerbeschule Innsbruck und war daneben künstlerisch tätig. Er schuf sowohl Stillleben, Porträts und Landschaften als auch Gebrauchsgrafik wie Plakate, Diplome, Wandkalender und Textilentwürfe.
Zu seinen Schülern gehörten unter anderen Raimund Wörle, Erich Torggler, Gottlieb Schuller und Gerhild Diesner.